# Radio Song (Superbus)
Radio Song is een nummer van de Franse rockband Superbus uit 2004. Het is de tweede single van hun tweede studioalbum Pop'n'Gum.
De coupletten in het nummer zijn Franstalig, terwijl het refrein Engelstalig is. Het uptempo nummer bereikte de hitlijsten niet. Desondanks werd het, zoals de naam al aangeeft, toch een radiohit in Frankrijk.